# Malacca (thành phố)
Malacca (Malay: Bandaraya Melaka hoặc Kota Melaka) là thành phố lớn nhất và đồng thời là thủ phủ của tiểu bang Malacca, Malaysia. Dân số năm 2010 của thành phố là 484.885 người. Đây là thành phố lâu đời nhất của Malaysia trên Eo biển Malacca, trở thành một trung tâm trung chuyển trong thời đại của Vương quốc Malacca. Thành phố ngày nay được thành lập bởi vua Parameswara, một hoàng tử Sumatra đã trốn thoát đến bán đảo Mã Lai khi Srivijaya hủy diệt Majapahit. Sau khi thành lập Vương quốc Hồi giáo Malacca, thành phố đã thu hút sự chú ý từ các thương nhân Trung Đông, Nam Á và Đông Á, cũng như người Bồ Đào Nha, những người có ý định thống trị tuyến đường thương mại ở châu Á. Sau khi Malacca bị Bồ Đào Nha chinh phục, thành phố trở thành một khu vực xung đột khi các tiểu vương của Aceh và Johor cố gắng giành lại quyền kiểm soát từ người Bồ Đào Nha.
Sau một số cuộc chiến giữa các vương quốc, Aceh đã suy giảm trong khi Johor sống sót và mở rộng ảnh hưởng đối với lãnh thổ trước đó đã thua Aceh ở Sumatra khi Johor bắt tay với người Hà Lan đến để thiết lập quyền thống trị trên quần đảo Java và Maluku. Tuy nhiên, do xung đột nội bộ của hoàng gia giữa Malay và Bugis, đế chế Johor-Riau bị chia cắt thành các vương quốc Johor và Riau-Lingga. Sự tách biệt này trở thành vĩnh viễn khi người Anh đến để thiết lập sự hiện diện của họ ở bán đảo Mã Lai. Người Hà Lan nhận thấy sự đe dọa trước sự hiện diện của người Anh, và họ bắt đầu chinh phục Vương quốc Hồi giáo Riau-Lingga cùng với phần lãnh thổ Sumatra còn lại, trong khi Johor chịu ảnh hưởng của Anh khi ký Hiệp ước Anh-Hà Lan năm 1824.
Khi người Anh thành công trong việc mở rộng ảnh hưởng của họ trên bán đảo Mã Lai, thành phố này nhanh chóng trở thành một khu vực phát triển như là một phần của Các khu định cư Eo biển thuộc Đế quốc Anh. Tuy nhiên, sự phát triển và thịnh vượng đang trên đà bỗng dừng lại khi người Nhật đến trong Chiến tranh thế giới lần thứ hai và chiếm đóng khu vực này từ năm 1942 đến năm 1945. Trong thời gian chiếm đóng, nhiều người dân thành phố đã bị bắt và đưa đến xây dựng Tuyến đường sắt Chết ở Miến Điện, tức Myanmar ngày nay. Sau chiến tranh, thành phố được trao trả lại cho người Anh và vẫn là thủ đô của Malacca. Nó vẫn là một thủ đô cho đến khi Malaysia hình thành vào năm 1963. Năm 2008, thành phố cùng với George Town của Penang đã được UNESCO công nhận là Di sản thế giới nhờ lịch sử lâu đời của nó.
Nền kinh tế của thành phố Malacca chủ yếu dựa vào du lịch. Là trung tâm kinh tế của bang Malacca, nó cũng tổ chức một số hội nghị và hội chợ thương mại quốc tế. Thành phố nằm dọc theo Con đường tơ lụa trên biển, được Trung Quốc đề xuất xét công nhận Di sản thế giới vào năm 2013. Một số điểm du lịch ở thành phố Malacca đáng chú ý gồm A Famosa, Phố đi bộ Kê Trường, Tiểu Ấn, Khu định cư Bồ Đào Nha, Stadthuys, Bảo tàng Hàng hải, Nhà thờ Chúa Kitô, Bảo tàng Cung điện Vương quốc Malacca, Tháp Taming Sari.

## Địa lý
Thành phố tọa lạc hai bên bờ sông Malacca, gần cửa sông, nơi dòng sông đổ ra eo biển Malacca. Những di tích cổ của thành phố nằm ở trung tâm, trên những bờ biển như đồi thánh Phaolo, với những tàn tích của các pháo đài Bồ Đào Nha. Thành phố Malacca ngày nay được hình thành từ nền móng cũ có trước đó và phát triển ra hai bên bờ của con sông Malacca, con sông này chảy quanh co qua các khu phố cổ nằm ở trung tâm thành phố.

### Khí hậu
| Dữ liệu khí hậu của Malacca (1961–1990) | Dữ liệu khí hậu của Malacca (1961–1990) | Dữ liệu khí hậu của Malacca (1961–1990) | Dữ liệu khí hậu của Malacca (1961–1990) | Dữ liệu khí hậu của Malacca (1961–1990) | Dữ liệu khí hậu của Malacca (1961–1990) | Dữ liệu khí hậu của Malacca (1961–1990) | Dữ liệu khí hậu của Malacca (1961–1990) | Dữ liệu khí hậu của Malacca (1961–1990) | Dữ liệu khí hậu của Malacca (1961–1990) | Dữ liệu khí hậu của Malacca (1961–1990) | Dữ liệu khí hậu của Malacca (1961–1990) | Dữ liệu khí hậu của Malacca (1961–1990) | Dữ liệu khí hậu của Malacca (1961–1990) |
| Tháng                                   | 1                                       | 2                                       | 3                                       | 4                                       | 5                                       | 6                                       | 7                                       | 8                                       | 9                                       | 10                                      | 11                                      | 12                                      | Năm                                     |
| --------------------------------------- | --------------------------------------- | --------------------------------------- | --------------------------------------- | --------------------------------------- | --------------------------------------- | --------------------------------------- | --------------------------------------- | --------------------------------------- | --------------------------------------- | --------------------------------------- | --------------------------------------- | --------------------------------------- | --------------------------------------- |
| Trung bình ngày tối đa °C (°F)          | 31.4 (88.5)                             | 32.6 (90.7)                             | 32.6 (90.7)                             | 32.4 (90.3)                             | 31.8 (89.2)                             | 31.4 (88.5)                             | 31.0 (87.8)                             | 30.9 (87.6)                             | 31.0 (87.8)                             | 31.3 (88.3)                             | 31.0 (87.8)                             | 30.9 (87.6)                             | 31.5 (88.7)                             |
| Tối thiểu trung bình ngày °C (°F)       | 22.5 (72.5)                             | 22.9 (73.2)                             | 23.1 (73.6)                             | 23.4 (74.1)                             | 23.4 (74.1)                             | 23.0 (73.4)                             | 22.7 (72.9)                             | 22.7 (72.9)                             | 22.7 (72.9)                             | 22.9 (73.2)                             | 22.9 (73.2)                             | 22.6 (72.7)                             | 22.9 (73.2)                             |
| Lượng mưa trung bình mm (inches)        | 73.3 (2.89)                             | 90.9 (3.58)                             | 144.1 (5.67)                            | 197.5 (7.78)                            | 172.0 (6.77)                            | 165.8 (6.53)                            | 164.2 (6.46)                            | 164.1 (6.46)                            | 210.2 (8.28)                            | 212.9 (8.38)                            | 231.5 (9.11)                            | 123.8 (4.87)                            | 1.950,3 (76.78)                         |
| Số ngày mưa trung bình (≥ 1.0 mm)       | 7                                       | 7                                       | 10                                      | 13                                      | 12                                      | 10                                      | 12                                      | 12                                      | 13                                      | 14                                      | 17                                      | 11                                      | 138                                     |
| Số giờ nắng trung bình tháng            | 193.0                                   | 202.5                                   | 214.8                                   | 207.5                                   | 210.5                                   | 193.9                                   | 201.3                                   | 191.2                                   | 171.5                                   | 179.6                                   | 156.9                                   | 166.8                                   | 2.289,5                                 |
| Nguồn: NOAA                             |                                         |                                         |                                         |                                         |                                         |                                         |                                         |                                         |                                         |                                         |                                         |                                         |                                         |

## Liên kết
- Malacca Tourist Attraction